# 2015年3月

## 3月1日
- 爱沙尼亚国会選舉進行投票，執政的爱沙尼亚改革党繼續成為國會最大黨。[1]

## 3月2日
- 伊拉克政府軍與民兵合共約3萬人向伊斯蘭國佔領的提克里特發動攻勢。[2]

## 3月5日
- 印度政府以内容敏感、容易造成骚乱为理由，屏蔽了由英国广播公司制作，描述印度黑公交轮奸案的纪录片《印度的女儿》，BBC和Youtube均配合了印度政府的审查。[3]

## 3月6日
- 日本外務省稱，將公開一份1969年由中國國家測繪局繪製的地圖，該圖將釣魚台群島標注為「尖閣群島」，並劃為日本領土。外務省預計在其官網上公開[4]。

## 3月8日
- 尼日爾和乍得軍隊向尼日利亞北部的博科聖地武裝分子發動攻勢。至3月9日，未經官方確認的消息指約300名武裝分子被殺，聯軍方面則有約10名乍得士兵和5名尼日爾士兵陣亡。[5]

## 3月9日
- 希臘國防部長帕諾斯·卡門諾斯警告歐盟如果終止緊急財政援助，則希臘將會向非法入境者發出進入申根区所需的通行文件。[6]

## 3月10日
- 總統歐巴馬宣告，委內瑞拉構成美國的安全威脅，因此將對7名涉及貪汙與侵犯公民人權的委國官員進行凍結在美資產，與禁止入境美國的制裁[7]。
- 包括維基百科的擁有者維基媒體基金會在內的8個組織，聯名委託美國公民自由聯盟向美國聯邦法院提出控告，指控美國國家安全局與美國司法部的上游收集（Upstream collection）監聽計畫違憲[8]。

## 3月13日
- 埃及政府披露在開羅以東興建新首都的計劃，預計耗資450億美元。[9]

- 缅北内战中缅甸政府军机侵入中国云南，下午16时30分左右3发炮弹落在云南省临沧市耿马县孟定镇河外大水桑树，造成中国平民5死8伤[10]。

- 缅甸20：30左右一艘渡轮发生倾覆目前有171名乘客获救，约100名乘客死亡，仍有部分乘客失踪。[11]

- 2015年第68屆坎城影展宣佈今年導演雙週單元金馬車獎（法语：Carrosse d'or）將頒發給賈樟柯，他也是第一位獲得這個獎項的華人導演。在3月13日發表聲明表示：「賈樟柯電影有著令人震懾的生命力。他的電影如同影像的詩歌，每一顆鏡頭都無比精準。他的作品中詩人和預言家的氣質讓我們由衷地敬佩。他的作品講述了人的孤獨與精神探索，見證了集體的生存狀態。」[12]

## 3月14日
- 氣旋帕姆襲擊，造成嚴重災情[13]。
- 緬甸政府發言人否認有戰機飛越國境炸死中國平民事。發言人稱，根據中方所給的資料，與緬甸軍方資料比對後，並無緬方戰機於當時飛行至該處的紀錄；且緬國軍機若要飛臨中方所指區域前，都會按例事先知會中方。發言人強調，緬甸針對此事會與中方積極合作[14]。中共中央軍委副主席范長龍上將與緬甸國防軍總司令敏昂萊就緬軍機炸彈造成中方人員傷亡緊急通話[15]。
- 被塞拉利昂全國人民大會宣佈叛黨的塞拉利昂副總統塞繆爾·薩姆-蘇馬納向美國大使館尋求政治庇護[16]。

## 3月15日
- 中共中央军委原副主席徐才厚因膀胱癌终末期，全身多发转移，多器官功能衰竭，医治无效在医院死亡。[17]
- 巴西全國各地發起了多起示威遊行，要求彈劾总统迪爾瑪·羅塞夫[18]。
- 帛琉總統湯米·雷蒙傑索下令，自四月起，將減少50%的中國航班。他強調並非歧視任何國家的遊客，而是為了避免帛琉過於仰賴單一市場。2014年到帛琉的觀光客當中，有超過62%是中國公民[19]。

## 3月16日
- 氣旋帕姆

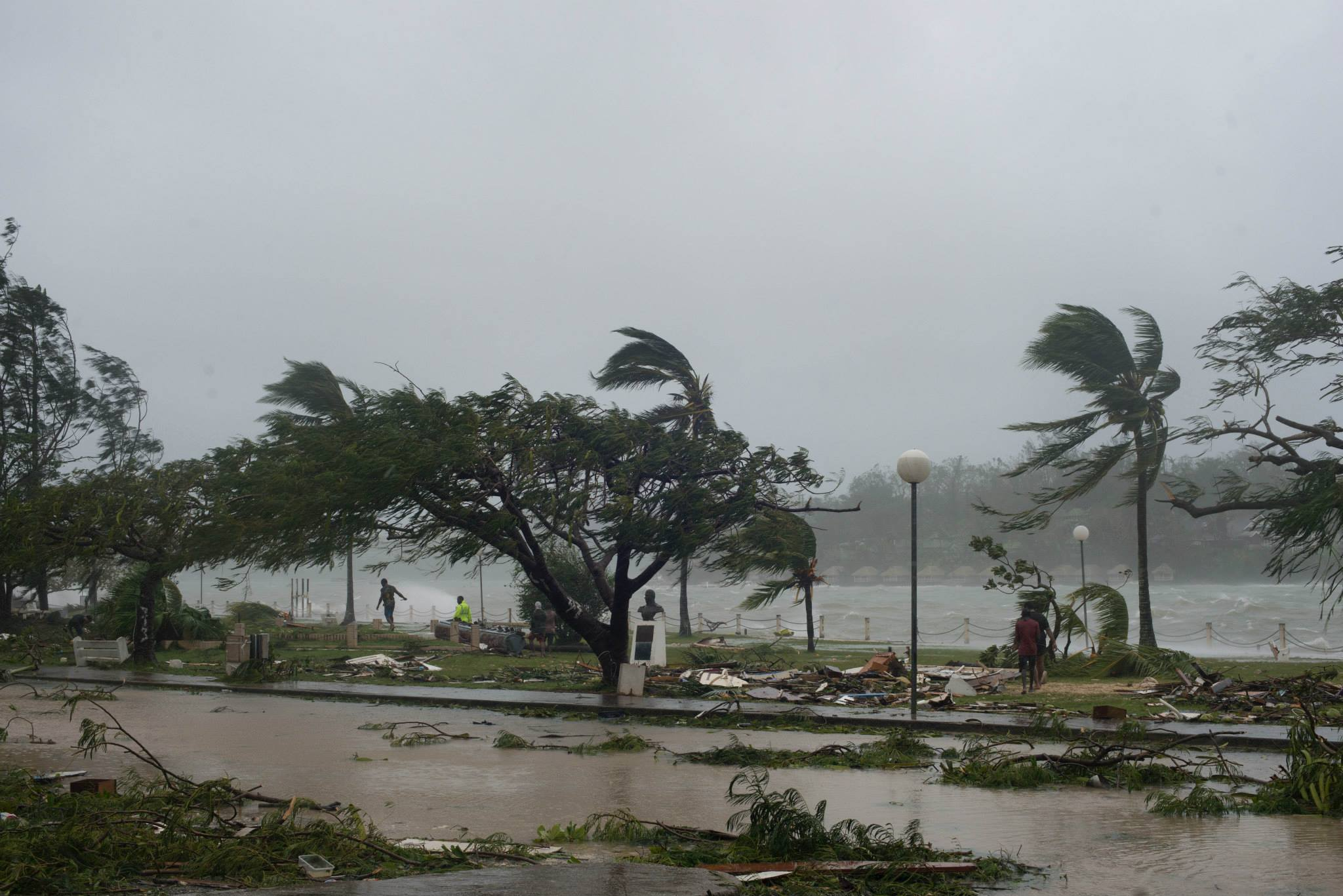
瓦努阿图，2015年3月14日

  - 紐西蘭東北部的吉斯伯恩大区部分區域因為帕姆而斷水斷電，當局疏散人民[20]。
  - 联合国儿童基金会稱，瓦努阿图的所有學校都已被摧毀[21]。
- 尼泊爾發生一起汽車墜谷事故。一輛巴士因天雨路滑與大霧而衝出路面墜入深谷，乘客有13人當場死亡，4人為到院急救無效後死亡，合計17死；餘12人受傷，傷者中有5人命危[22]。

## 3月17日
- 第20屆以色列國會選舉進行投票。[23]
- 中共上海市纪律检查委员会發布消息，市政府副秘书长戴海波涉嫌严重违纪违法，目前正接受调查[24]。
- 美國國務院對歐盟國家加入亚洲基础设施投资银行（AIIB）再次回應。發言人稱，美國的立場仍未改變；而對於盟友英國、法國、義大利、德國等國先後加入，發言人稱，任何主權國家都有權利自行決定[25]。

## 3月18日
- 新加坡總理公署證實新加坡首任總理李光耀病危[26]。
- 以色列總理本雅明·內塔尼亞胡宣布，其所屬的利库德党贏得2015年以色列國會大選[27]。
- 塞爾維亞警方宣布，逮捕了7名涉嫌參與1995年斯雷布雷尼察大屠杀的嫌犯，該場大屠殺造成約8000人死亡[28]。
- 突尼斯首都發生槍擊案，至少19死22傷[29]。
- 俄罗斯与南奥塞梯签署为期25年的条约，规定南奥塞梯军队、情报机构、执法部门等与俄方合并，并向南奥塞梯提供经济援助，引来北约和美国等国家不满[30]。

## 3月19日
- 廣西桂林叠彩山風景區發生崩塌事故，致7死25傷[31][32]。

## 3月20日
- 歐洲時間20日晚10時45分（UTC+8為21日清晨6時45分），迎來超級月亮日全食的天文現象[33]。
- 首都兩座什葉派清真寺遭受自殺炸彈攻擊，至少126人喪生。伊斯蘭國表示對這起攻擊事件負責[34]。
- 印度雷巴雷利縣火車出軌，34人死亡[35]。

## 3月23日
- 新加坡首任总理、执政人民行动党前秘书长李光耀於新加坡當地時間凌晨3時18分病逝於新加坡中央醫院，享年91岁。[36][37]

## 3月24日

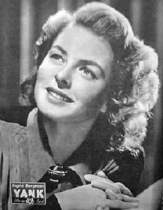
英格丽·褒曼

- 航空公司9525號班機今日在法國南部墜毀，機上148人無人生還[38]。
- 艾未未與美國歌手瓊·拜亞一起獲國際特赦組織頒發的最高獎項“良心大使”獎。[39][40]
- 2015年第68屆坎城影展海報主視覺，是以百歲冥誕的瑞典女演員英格麗·褒曼向她致敬。坎城影展表示，褒曼具現代象徵性與自由的女性，是大膽的演員，是好萊塢明星，也是新寫實主義要角，依熱情選擇角色和移居的國家，從未失去她的優雅和單純。上述這些都是影展年復一年透過獲獎藝術家和電影所強調的價值，也曾於1973年擔任坎城影展評審團主席。[41][42]

## 3月26日
- 沙特阿拉伯等10個國家的聯軍展開對也門胡塞武装组织的空襲。[43]
- 2011年諾貝爾文學獎得主托马斯·特兰斯特罗默逝世[44]。

## 3月27日
- 尼日利亞政府軍收復自2014年8月被博科聖地佔領的果扎（英语：Gwoza）。[45]
- 「永遠的電影人」王玨在2015年初因肺炎、食物嗆進氣門等狀況進出醫院多次。雖然返家後狀況有穩定下來，但於3月27日下午突然因心臟衰竭過世，享壽96歲。[46][47][48]

## 3月28日
- 2015年尼日利亞大選今日投票[49]。

## 3月29日
- 上海一家酒吧发生砍人事故，已导致至少3人死亡，其中一人脑部被大砍刀直接砍去，目前警方已介入调查。
- 中國大陸宣布啟用东南沿海M503航線[50]。
- 香港港鐵西營盤站啟用。

## 3月30日
解放軍空軍轰-6K轟炸機首度飛越巴士海峽赴西太平洋開展遠海訓練。

## 3月31日
台灣在亚投行申请日期截止前，向北京提交了作為創始成員加入的意向書。